# غاري فابيان ميلر
غاري فابيان ميلر (بالإنجليزية: Garry Fabian Miller)‏ هو مصور بريطاني، ولد في 1957 في برستل في المملكة المتحدة.